# سسمو كاتسوماسا
سسمو كاتسوماسا (باليابانية: 勝俣 進) (مواليد 17 فبراير 1956)، هو لاعب كرة قدم ياباني سابق كان يلعب كمهاجم.

## وصلات خارجية
- J.League Data Site (باليابانية)